# Retna Dumilla
Retna Dumilla (o Dumilah o Dumila, in italiano "Gioia Splendente") è un personaggio femminile appartenente alla mitologia induista dell'antica tradizione giavanese e nella mitologia Balinese. Ella è la rappresentazione antropomorfe del riso.

## Storia

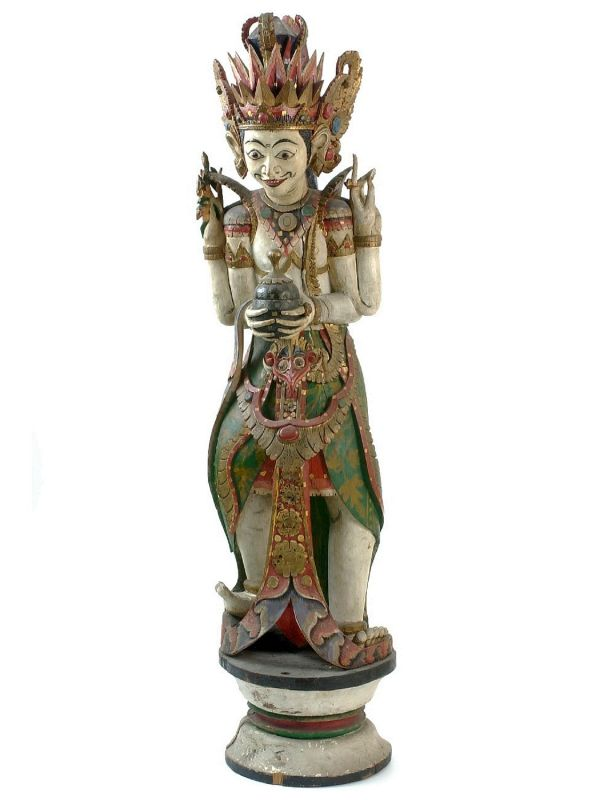
Rappresentazione di Batara Guru (o Giava Shiva nella tradizione giavanese.

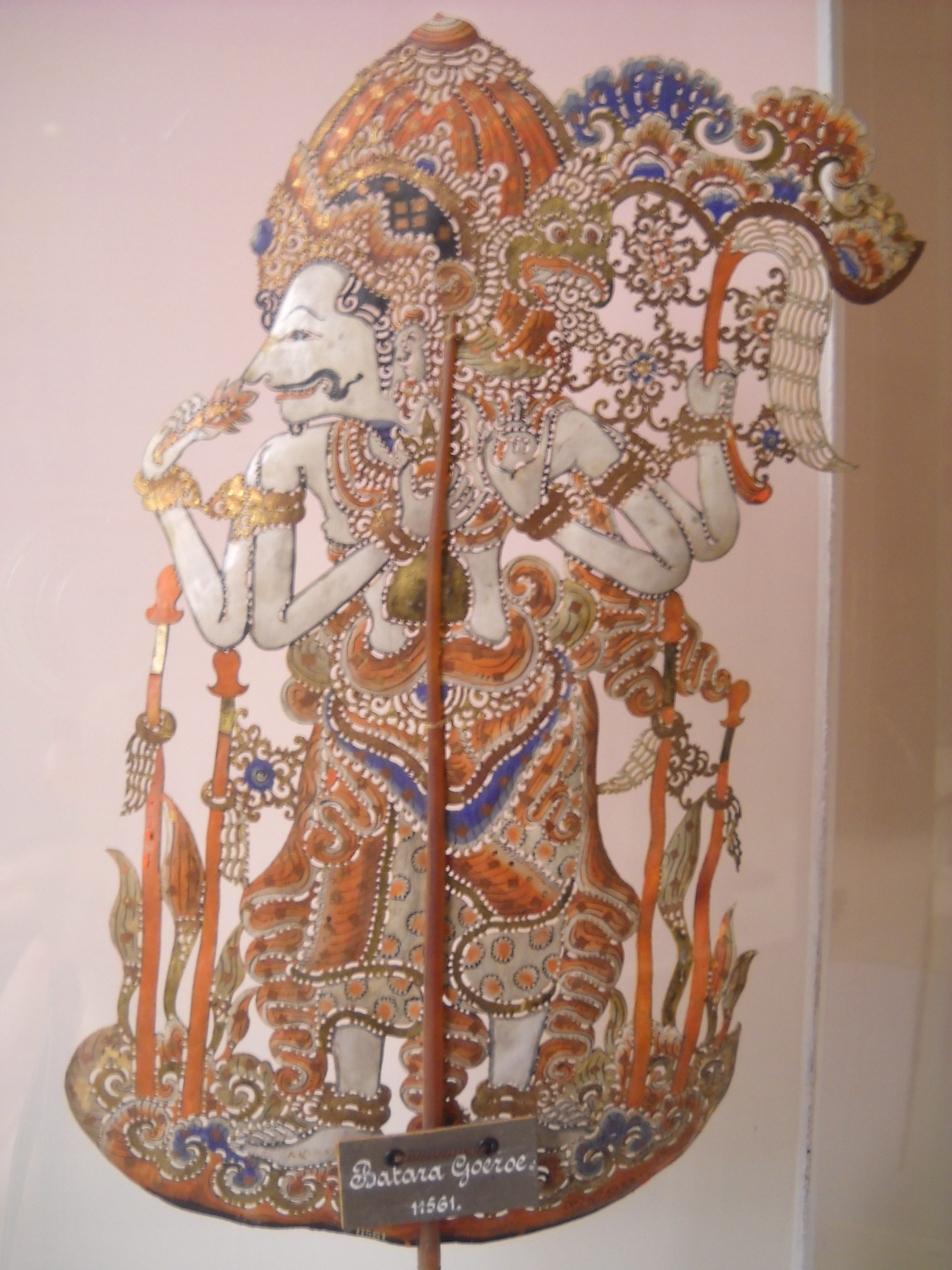
Rappresentazione di Batara Guru o Giava Shiva. National Museum, Giacarta, Indonesia.

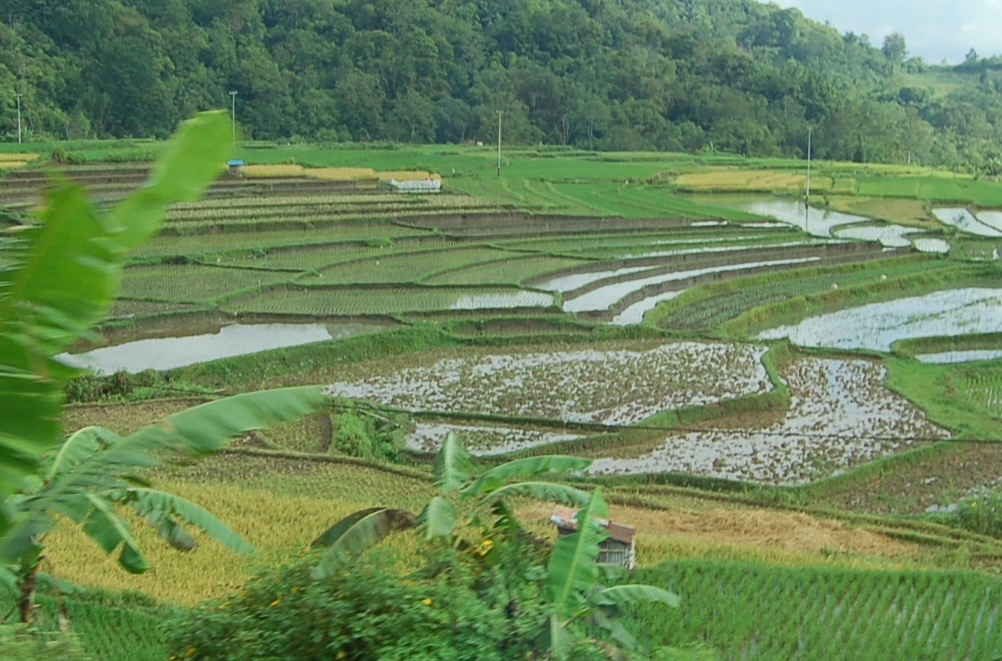
Coltivazioni di riso in Indonesia. 2009

La leggenda che la vede protagonista è legata al riso.
Essa narra che Batara Guru (lingua tagalog: Bathala, lingua malese: Berhala o Giava Shiva nella tradizione giavanese. Nella mitologia del Sud-est asiatico è al rango più alto di tutti gli esseri divini e il creatore dell'uomo) creò una ragazza vergine bellissima, a cui diede appunto il nome di Retna Dumilla e di cui si innamorò perdutamente. Il consiglio degli dei approvò questa unione, ma la ragazza sembrava però rifiutare la corte del dio, il quale desiderava sposarla. Ella acconsentì, ma pose tre condizioni una delle quali era che Shiva trovasse un alimento che si potesse consumare quotidianamente e che non stancasse ne nuocesse nel tempo. Non trovandolo Shiva mandò sulla terra Kala-Guma-rang, uno dei suoi preferiti. Ma questo, invece di cercare l'alimento desiderato, cominciò a corteggiare Dewi Sri , la moglie del dio Visnù che, molestato per la sua insolenza, lo trasformò in un cinghiale.
Batara-Guru, stanco di aspettare e volendola sposare, prese Retna Dumilla con la forza ed essa si suicidò gettandosi in un fiume. Prabu-Makukuwan, principe di Mendang-Kamulan ed incaricato della tenuta della tomba di Retna, dopo quaranta giorni osservò uno strano splendore uscire dalla sua tomba. Da questa spuntò poi una pianta sconosciuta. Batara Guru disse allora al guardiano: "all'interno di questa pianta vive lo spirito di Retna Dumilla. Quel che è nato dal suo ventre è chiamato padi, riso. Distribuisci i suoi semi tra gli uomini perché da ora in poi gli servirà da cibo.
Il principe, eseguì l'ordine e i primi due contadini che presero i semi furono Djaka-Puring e Kjai-Tuwa, poi venerati come fondatori della coltivazione del riso. Dewi Sri, che era stata importunata da Kala-Guma-rang, ottenne dagli dei di seguire la stessa sorte di Retna Dumilla. Sulla sua tomba sorse la stessa pianta che Batara Guru ordinò fosse coltivata in acqua.
Un giorno il principe Prabu-Makukuwan, passando a piedi per un campo seminato con il riso, vide un grosso serpente, che si convertì in una donna bellissima: era Dewi Sri, che si era incarnata nel corpo della moglie del principe e che in lui portò lo stesso spirito di Vishnu, marito di Devi Sri. Essi furono coloro che insegnarono agli uomini la coltivazione del riso ed i sacrifici che si sarebbero dovuti rendere agli dei per conseguire un buon raccolto.
Dewi Sri, è ancora considerata come la dea del riso, e come tale ha i suoi sacerdoti (dukun-Padi) che conoscono i giorni e gli orari idonei per la lavorazione della pianta. Questi sacerdoti dicono preghiere per invocare la protezione sia delle divinità induiste che dell'unico dio dei musulmani.